# Kim Kwan-jin
Kim Kwan-jin (kor. 김관진; 金寬鎭, ur. 27 sierpnia 1949) – południowokoreański generał, od listopada 2010 minister obrony narodowej.
Zastąpił generała Kim Tae-younga, który podał się do dymisji po ostrzelaniu wyspy Yeonpyeong. Wcześniej był przewodniczącym Kolegium Połączonych Szefów Sztabów.